# Burg Knesebeck

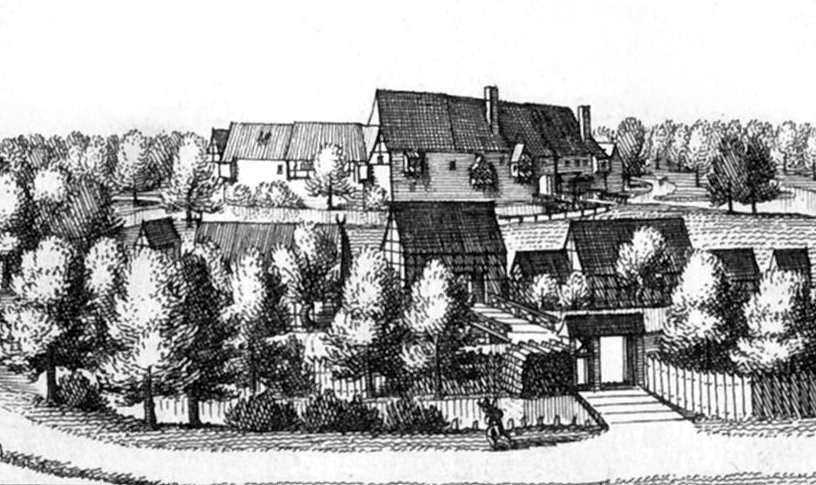
Merian-Stich von Burg Knesebeck um 1650 mit Brücke und Torhaus am äußeren Wassergraben sowie dem inneren Burgbereich

Die Burg Knesebeck war eine mittelalterliche Niederungsburg, deren Reste sich heute am Ortsrand des Wittinger Stadtteils Knesebeck im Landkreis Gifhorn in Niedersachsen befinden.
Die 1296 erstmals urkundlich als Castro Knesbeke erwähnte Burganlage war das Stammhaus des schwarzen Stammes des Adelsgeschlechtes von dem Knesebeck. Als Adelssitz hatte es eine regionale Bedeutung bis um das Jahr 1400 inne und wurde später Sitz eines herzoglichen Amtes. Ihr Verteidigungswert wird als eher gering eingeschätzt. Wesentliche Überreste der Burg sind ein Mauerrest und das frühere Amtshaus, das lange als Forstamt und seit einer umfangreichen Sanierung im Jahre 2009 als Tagungsstätte dient.

## Beschreibung
Die Burganlage befand sich in einer sumpfigen Niederung auf einer kleinen Erhöhung von etwa 2 Metern Höhe, die vermutlich aufgeschüttet worden ist. Laut Auffassung des Namensforschers Hans Bahlow beruht der Burgname Knesebeck auf dem Wortstamm knese wie im Altniederländischen und in England für Moor oder Sumpf sowie dem Wort beck für Bach. Es könnte sich jedoch auch vom Slawischen herleiten (tschechisch kníže oder polnisch książę bedeutet Fürst). Die Burg war von einem inneren sowie einem äußeren Burggraben umschlossen. Dabei bildeten die Bäche Jörnsbeek und Knesebach den äußeren Graben. Der innere Wassergraben verlief unmittelbar am Fuß des Burgplateaus und umschloss die inneren Burggebäude. Heute führt im Norden der Jörnsbeek als wasserführender Graben um das Burgareal herum. Mittig auf dem früheren Burgplatz steht heute das 2009 restaurierte Amtshaus.
Ein Merian-Kupferstich um 1650 zeigt die frühere Burganlage. Merian bezeichnet sie als Fürstlich Lüneburgisches Amtshaus, das in einem Holze, dem Barnbruch, gelegen ist. Dort sei es an sumpfigem Orte auf Pfählen erbaut worden. Es sei von einer Mauer und zwei Wassergräben umgeben gewesen, die über Zugbrücken passiert werden konnten. Auf dem Kupferstich von Merian ist eine Brücke mit Torhaus am äußeren Wassergraben mit einem Gebäudering erkennbar. Auf dem Burgplatz selbst ist das Amtshaus als größerer Bau mit Anbauten zu erkennen, das mit einem weiteren Gebäuden einen Hof bilden. Einen Burgturm oder weitere Befestigungsanlagen zeigt der zeitgenössische Stich Merians nicht.
Um 1670 wird das Amtshaus als baufällig beschrieben. Zu den stark verfallenen Gebäuden zählte auch das 1536 erbaute, kleinere Amtshaus. Auf seinem Fundament entstand 1690 das neue, heutige Amtshaus. Im 18. und 19. Jahrhundert fielen etliche Baulichkeiten auf dem früheren Burggelände Abrissarbeiten zum Opfer.
Anfang des 20. Jahrhunderts zeichnete der Prähistoriker und Burgenforscher Carl Schuchhardt den Grundriss der Anlage für den 1916 erschienenen Atlas vorgeschichtlicher Befestigungen in Niedersachsen. Zu dieser Zeit gab es noch mehr Gebäude als heute auf dem Gelände. Als ältester Rest der Burganlage gilt ein freistehender, etwa 15 Meter langer und 1,6 Meter breiter Mauerrest mit Fensteröffnungen. Die Mauer ist in Zweischalentechnik errichtet worden und diente zeitweise als Außenwand eines Wasch- und Backhauses, das inzwischen abgerissen ist.

## Geschichte

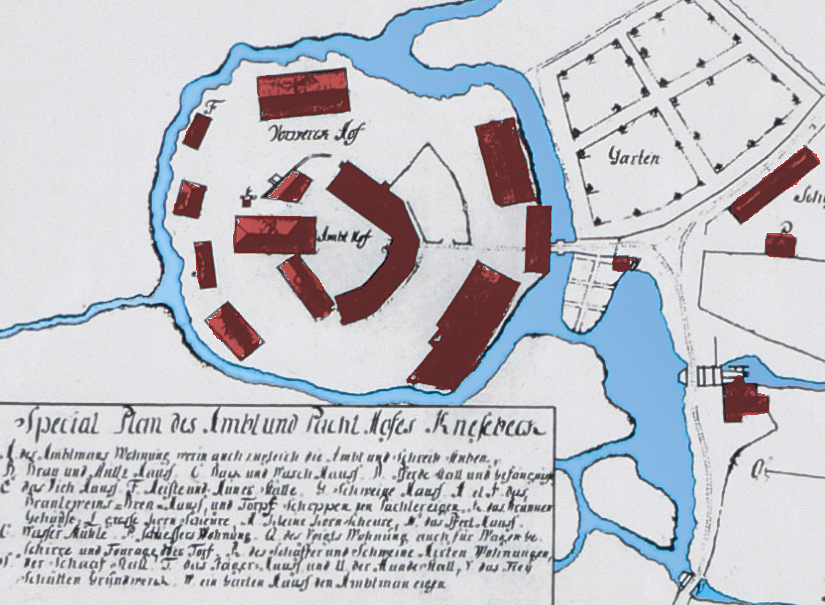
Plan des Amtshofes, der früheren Burg, mit dem äußeren Wassergraben (1755)

Die Burg Knesebeck wird 1296 in einer Urkunde erstmals genannt. Etwa 50 Jahre zuvor wurde im Jahre 1248 mit Wasmodos von dem Knesebeck der schwarze Stamm derer von Knesebecks erstmals erwähnt. 1318 nennt das Lehnsbuch von Herzog Otto von Braunschweig die Burg Knesebeck. Die Herzöge von Braunschweig-Lüneburg vergaben die Burg während des 14. Jahrhunderts als Lehen an verschiedene Herren. Die von Knesebeck gelobten 1340 den Herzögen Otto und Wilhelm von Braunschweig und Lüneburg sowie dem Herzog von Sachsen den Burgfrieden. 1345 verpfändete Paridam von Knesebeck den Herzögen von Braunschweig und Lüneburg den vierten Teil seines Anwesens, das zu dieser Zeit bereits als Schloss bezeichnet wird. 1348 bekamen Paridam von Knesebeck sowie die Knappen Paridam Plote, Henning vor dem Knesebeck und Huner von Bartensleben die Burg von den Herzögen für ein Jahr zu Verwaltungszwecken übertragen.
1344 überfielen die Brüder Paridam und Iwan von dem Knesebeck fünf Dörfer der Gegend und raubten deren Höfe aus. Nach ihrer Gefangennahme und Inhaftierung in Lüneburg wurden sie gegen Lösegeld freigelassen und mussten Urfehde schwören. 1350 zerstörten herzogliche Truppen die Burg Wittingen um das Raubrittertum der Brüder zu beenden. Durch die Zerstörung der Burg Wittingen wurde der Amtssitz nach Knesebeck verlegt. Obwohl über das Geschlecht derer von dem Knesebeck 1395 erneut beim Braunschweiger Herzog wegen Räubereien Beschwerden eingingen, verlehnte Herzog Friedrich von Braunschweig und Lüneburg kurze Zeit später seine Schlösser Gifhorn und Fallersleben an Paridam von dem Knesebeck.
1351 entließen die Herzöge Heinrich von Grubenhagen und Wilhelm von Braunschweig die von dem Knesebeck mit ihrem Schloss aus dem Lehnsvertrag. 1354 hatten die Knappen Günther von Bartensleben und Heinrich von Wrestede das Lehen inne. Es schließen sich eine Reihe weiterer Lehnsnehmer an, die unter anderem Herzog Magnus II. von Braunschweig als Lehnsherr gewährte. Nach 1400 verloren die von dem Knesebeck das Schloss. 1428 wird Manecke von Estorf als Besitzer aufgeführt. Seit Mitte des 14. Jahrhunderts bestand die Funktion der Burg vorrangig als Verwaltungs- und Gerichtssitz.
Im Dreißigjährigen Krieg wurde Knesebeck 1626 von den Truppen des Herzogs Christian von Braunschweig besetzt. 1639 quartierten sich im nahe gelegenen Wittingen schwedische Regimenter ein, die auch in Knesebeck untergebracht waren und sich bei Kriegsende 1648 dort noch immer befanden.

## Neuere Geschichte

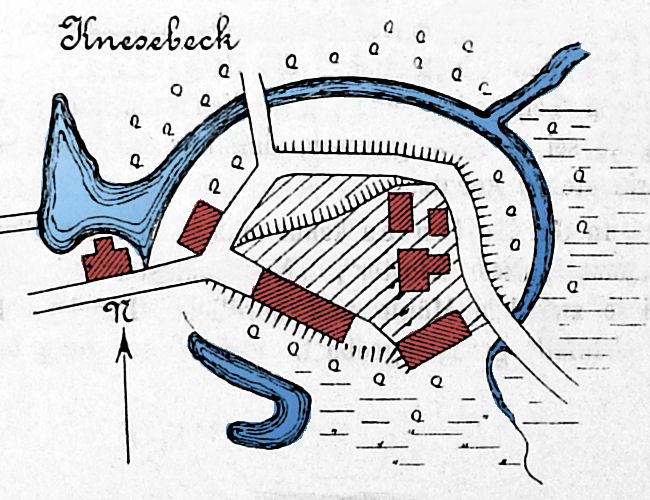
Plan der Anfang des 20. Jahrhunderts vorhandenen Gebäude mit Wassergräben, von Carl Schuchhardt um 1916

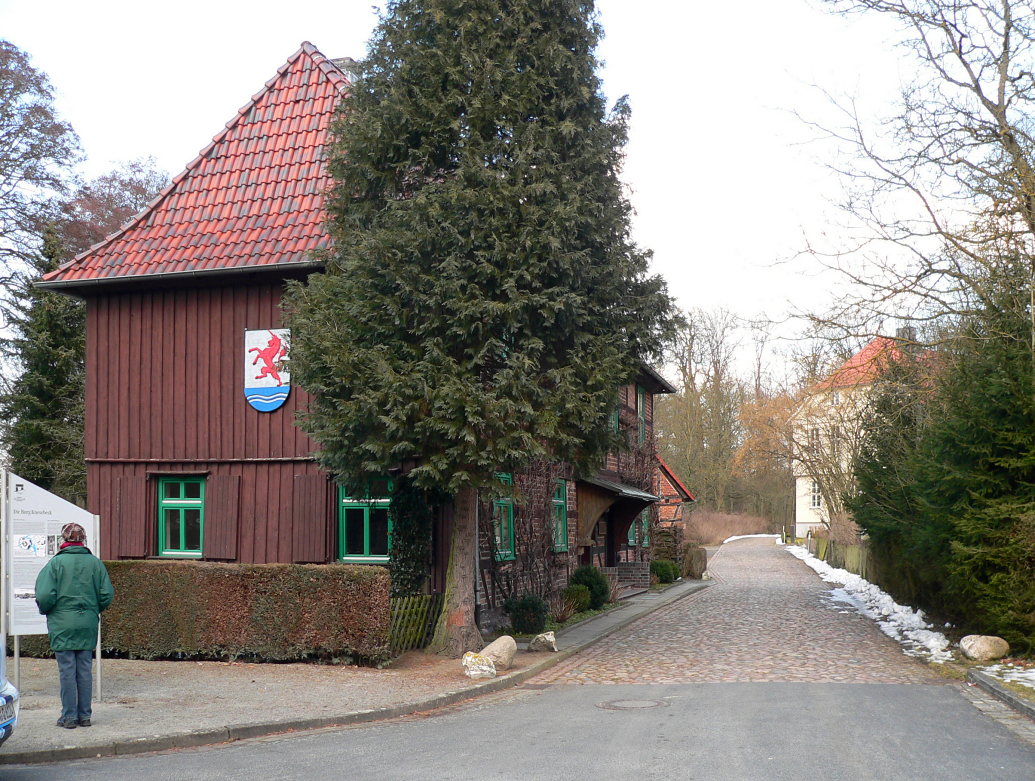
Nebengebäude an der Zufahrt zum früheren Burggelände mit Informationstafel links

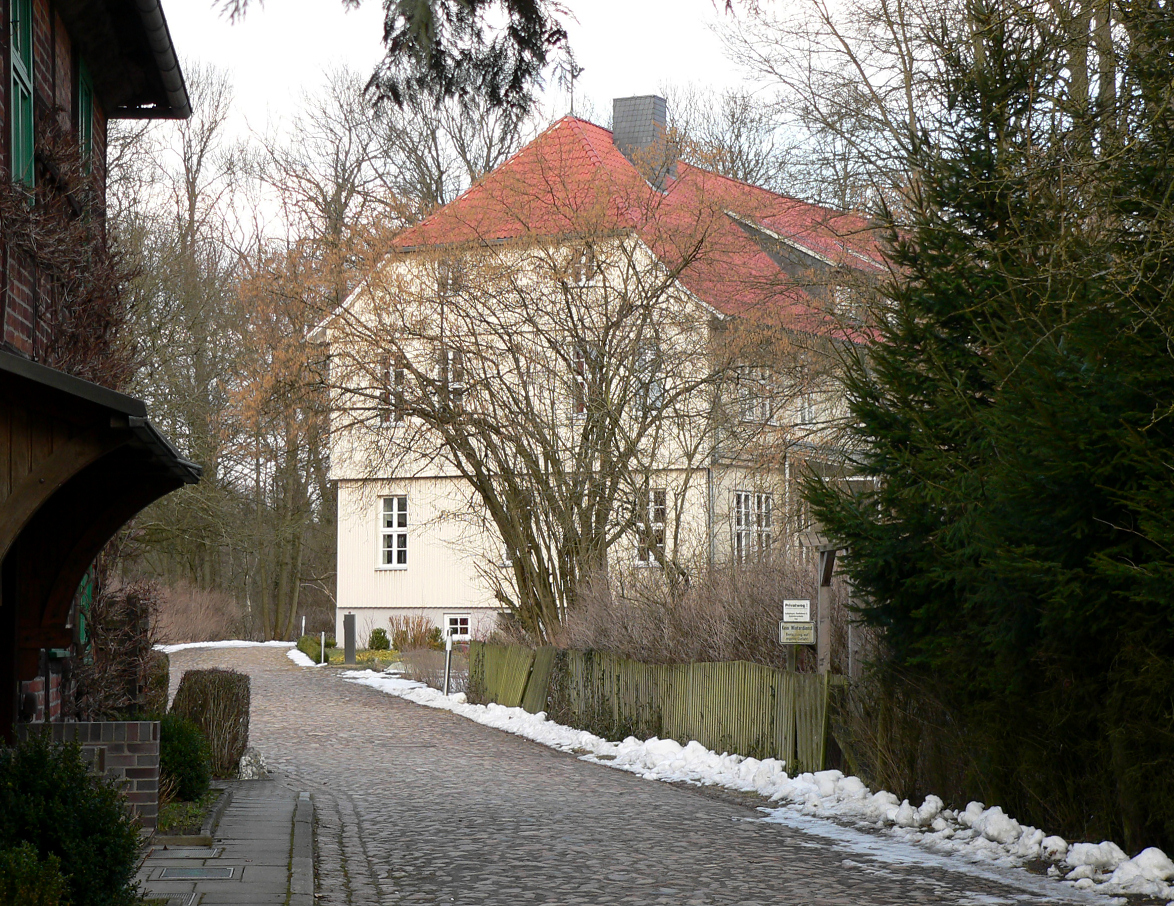
Zufahrt zum früheren Burggelände

Im 16. bis 17. Jahrhundert wurde die Burg zum fürstlichen Amtshaus, auf dem Amtmänner saßen. Sie verwalteten rund 20 Dörfer der Vogteien Knesebeck und Wittingen sowie die Gerichte Brome und Fahrenhorst. Die Verwaltungs- und Gerichtsfunktion des Amtes Knesebeck endete 1859 mit seiner Zusammenlegung mit dem Amt Isenhagen, woraus 1885 der Kreis Isenhagen entstand. 1880 wurde das Amtshaus zum staatlichen Forstamt. 1998 wurde ein Verein zum Erhalt der Burgruine Knesebeck gegründet. Als die Forstverwaltung im Jahre 2005 das denkmalgeschützte Gebäude verließ, drohte es zu verfallen. 2006 erwarb es der Eigentümer der in Knesebeck ansässigen Butting Gruppe. Nach umfangreichen Restaurierungsarbeiten wird das Amtshaus seit 2009 als Tagungsstätte der Butting-Akademie genutzt. Bei den Umbauten entstand in Anlehnung an die frühere Burg ein neuer Anbau als turmähnliches Treppenhaus.
Archäologische Ausgrabungen auf dem Burggelände nahm die Kreisarchäologie Gifhorn unter Mithilfe von 15 interessierten Laien in den Jahren 1999, 2000 und 2001 vor. Dabei wurden im Erdreich Mauerzüge und Steinpflasterungen sowie der verfüllte innere Burggraben entdeckt. In 2,5 Metern Tiefe unter der heutigen Erdoberfläche fand sich eine Schicht, die Fundmaterial aus der Gründungszeit der Burg im 13. Jahrhundert enthielt.